# Gävlebocken

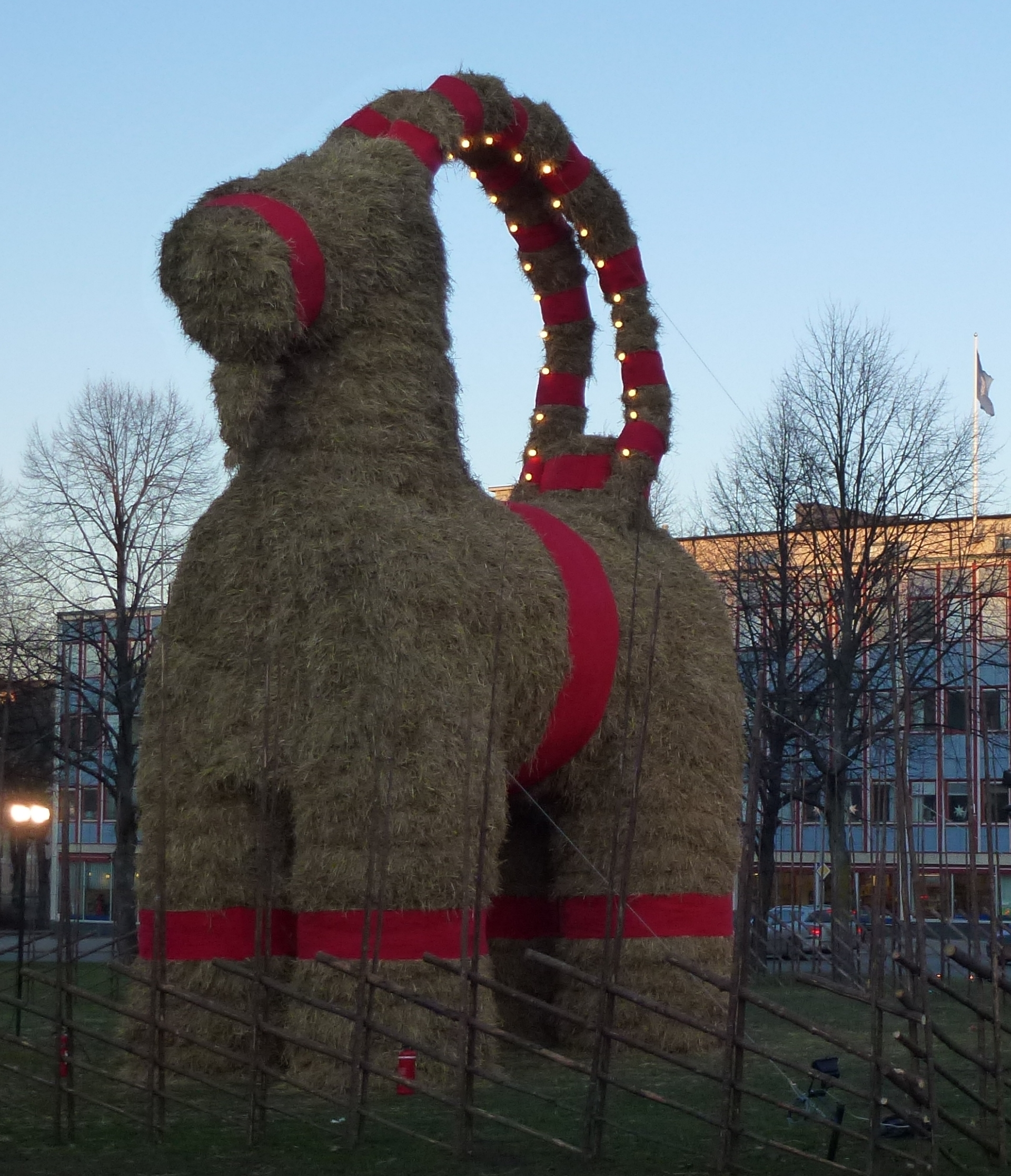
Gävlebocken z roku 2011. Kozel přežil jen šest dní od inaugurace 27. listopadu

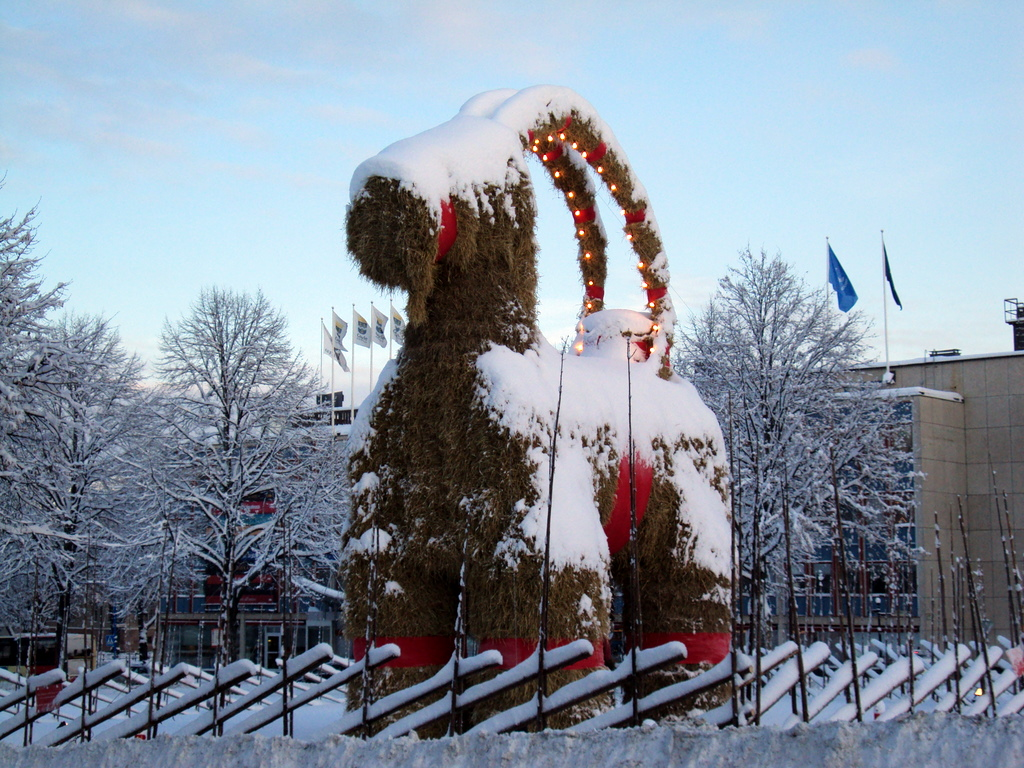
Gävlebocken z roku 2009

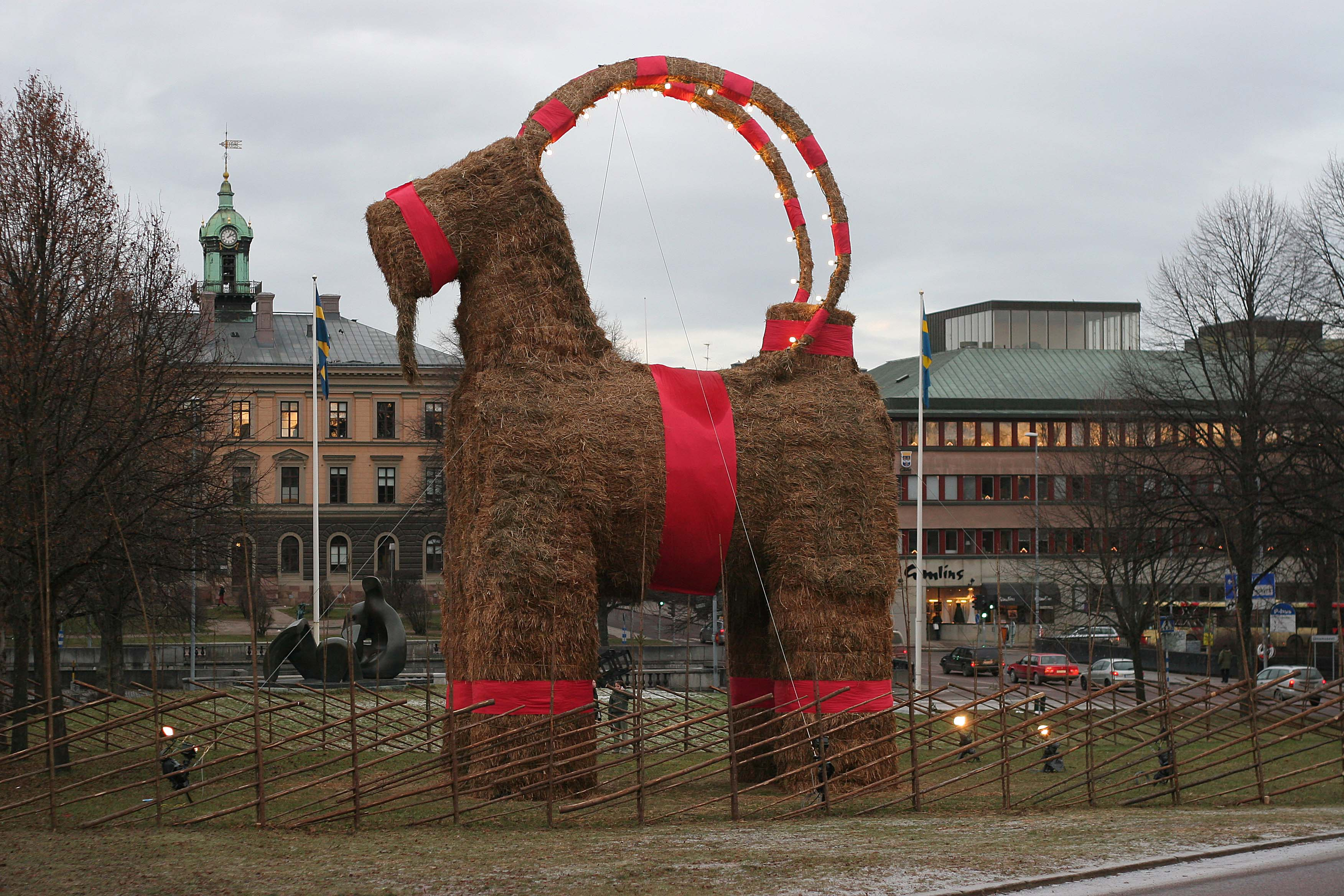
Gävlebocken z roku 2006

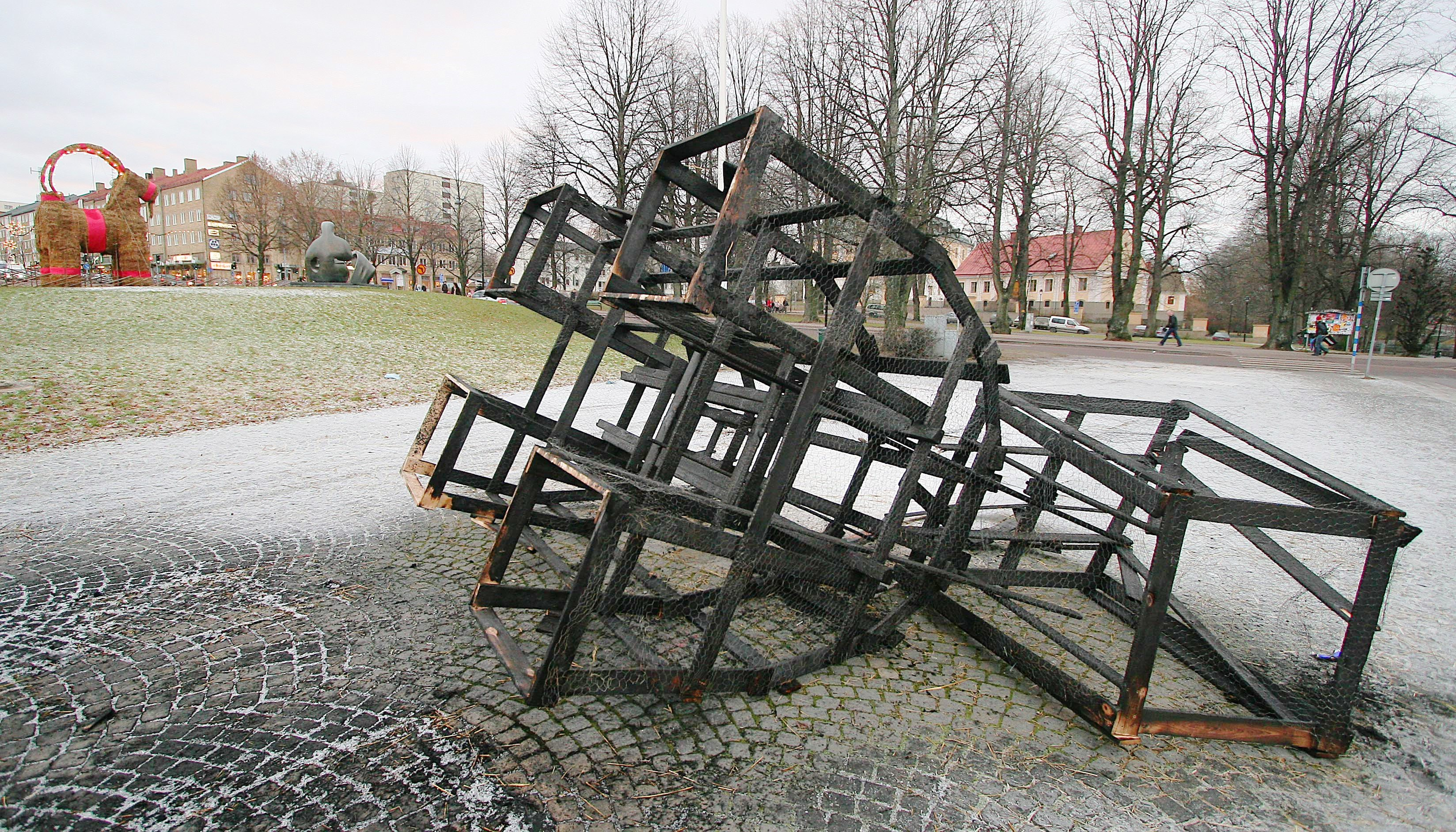
Spálený Gävlebocken z roku 2006

Gävlebocken (doslova gävleský kozel) nebo julbocken i Gävle (doslova vánoční kozel v Gävle) je obří verze tradičního švédského vánočního kozla vyrobeného ze slámy, který se nachází v Slottstorgete v centru Gävle. Staví jej vždy Gävle Centrumsamverkan, které tuto roli převzalo od zaniklého místního sdružení "Söders Köpmän" (doslova "jižní obchodníci"), na začátku adventu. Další menší verzi obvykle staví skupina studentů ze sdružení "Naturvetenskapliga" (doslova "Přírodovědná liga") ze školy ve městě Vasa. Kozel sdružení Söders Köpmän však má od poloviny 90. let více publicity. Oba kozlové jsou pravidelně podpalováni vandaly, což je již považováno za tradici.

## Časová osa
- 1966 Stig Gavlén přišel s nápadem postavit obřího kozla ze slámy. Ale ukázalo se, že Gavlénova organizace nemá dostatek peněz. Pak se Harry Ström, který byl tehdy předsedou neziskové organizace "Södra Kungsgatan Ideella Forening", rozhodl zaplatit veškeré náklady na kozla z vlastní kapsy. Kozel vydržel do silvestrovské půlnoci, kdy shořel. Pachatel byl dopaden a odsouzen za vandalismus. První kozel byl pojištěn a Ström dostal všechny své peníze zpět.

- 1967 Nic se nestalo.

- 1968 Kozel přežil. Až do tohoto roku nebyl kolem kozla žádný plot, což lákalo děti, které si mohly uvnitř a kolem kozla hrát na schovávanou. Říká se, že v jednu noc se uvnitř kozla milovala zamilovaná dvojice. V důsledku toho byl v následujících letech vnitřek kozla chráněn drátěným plotem.

- 1969 Kozel na Silvestra shořel.

- 1970 Kozel shořel jen šest hodin poté, co byl postaven. Pachateli byli dva velmi opilí teenageři. S pomocí několika finančních přispěvatelů byl kozel znovu postaven.

- 1971 Sdružení "Söders Köpmän" omrzelo neustálé podpalování jejich kozlů, a tak je přestali stavět. "Naturvetenskapliga" ze školy ve městě Vasa převzala tuto činnost, ale jejich malý kozel byl rozbit na kousky.

- 1972 Kozel se zhroutil z důvodu sabotáže.

- 1973 Kozel byl ukraden mužem, který ho umístil na svoji zahradu. Byl odsouzen na 2 roky za krádež.

- 1974 Kozel shořel.

- 1975 Kozel se zřítil vlastní váhou.

- 1976 Student narazil do kozla autem značky Volvo Amazon.

- 1977 Kozel shořel.

- 1978 Kozel byl znovu rozbit na kousky.
- 1979 Kozel shořel už v průběhu stavby. Byl však znovu postaven a později rozbit na kusy.

- 1980 Kozel shořel na Štědrý den.

- 1981 Nic se nestalo.

- 1982 Kozel shořel na Lucii (13. prosince)

- 1983 Nohy byly zničeny.

- 1984 Kozel shořel 12. prosince, noc před Lucií.

- 1985 12,5-metrový kozel sdružení "Naturvetenskapliga" byla poprvé uveden v Guinnessově knize rekordů. Přesto, že kozel byl chráněn 2 metry vysokým kovovým plotem a střežen vojáky z Gävle, v lednu shořel.

- 1986 Obchodníci z Gävle se rozhodli, že budou ochotni postavit kozla znovu. Tehdy byly postaveny dva kozly, jeden sdružením "jižního kupci" a druhý školou ve Vase. Velký kozel shořel noc před Štědrým dnem.

- 1987 Byl postaven ohnivzdorný kozel. Shořel však týden před Vánocemi.

- 1988 Tento rok se kozlovi nic nestalo, ale sázkaři si poprvé mohli vsadit na osud kozla v anglických sázkových kancelářích.

- 1989 Kozel opět shořel předtím, než byl postaven. Finanční příspěvky veřejnosti byly využity na opětovné postavení kozla, který byl spálen v lednu. V březnu 1990 byl postaven další kozel, tentokrát na natáčení švédského filmu s názvem BlackJack.

- 1990 Nic se nestalo. Tento rok byl kozel střežena mnohými dobrovolníky.

- 1991 Tento rok byl kozel připojen k reklamním saním, které se však ukázaly být nelegálně postavené. Ráno na Štědrý den kozel shořel.

- 1992 Tento rok kozel shořel osm dní poté, co byl postaven. Kozel sdružení Naturvetenskapliga shořel ještě v tutéž noc. Kozel sdružení "Söders Köpmän" byl přestavěn, ale shořel 20. prosince. Pachatel tří útoků byl chycen a poslán do vězení. V tomto roce byl také založen výbor pro kozla "Goat Committee".

- 1993 Kozel byl znovu uveden do Guinnessovy knihy rekordů. Tentokrát kozel od školy Vasa měřil 14,9 metru. Kozel byl střežen taxikáři a domobranou. Nic se nestalo.

- 1994 Nic se nestalo. Tento rok kozel doprovázel švédský národní hokejový tým do Itálie na Mistrovství světa v hokeji.

- 1995 Nor byl zatčen za pokus podpálit kozla. Shořel ráno na Štědrý den. Byla znovu postaven před 550. výročím kraje Gävle.

- 1996 Nic se nestalo. Poprvé byl kozel střežen webkamerami.

- 1997 Kozel byl zničen ohňostrojem. Kozel sdružení "Naturvetenskapliga" byl taktéž napaden, ale s menšími poškozeními přežil.

- 1998 Kozel shořel 11. prosince i přesto, že zde byla velká sněhová bouře. Byl však znovu postaven.

- 1999 Shořel jen pár hodin poté, co byla postaven. Zrekonstruován byl před Lucií. Kozel sdružení "Naturvetenskapliga" byl taktéž podpálen.

- 2000 Shořel pár dní před Novým rokem. Kozel sdružení "Naturvetenskapliga" byl hozen do řeky.

- 2001 Kozel začal hořet 23. prosince kvůli 51letému návštěvníkovi z Clevelandu v americkém Ohiu jménem Lawrence Jones, který strávil 18 dní ve vězení poté, co byl odsouzen a bylo mu nařízeno zaplatit 100 000 švédských korun jako náhradu škody. Soud mu také zabavil zapalovač s odůvodněním, že s ním zjevně nebyl schopen zacházet. Jones u soudu uvedl, že není "žhářem kozla" a věřil, že byl součástí legální tradice podpalování kozla. Jakmile Jonese propustili z vězení, odcestoval rovnou zpět do USA, aniž by zaplatil svou pokutu. Kozel sdružení "Naturvetenskap" byla toho roku také podpálen.

- 2002 22letý občan Stockholmu se pokusil kozla sdružení "Söders Köpmän" podpálit, ale neúspěšně. Kozel utrpěl jen menší škody. Na Lucii byl kozel střežen švédskou rozhlasovou a televizní osobností Gertem Flykingem.

- 2003 Kozel shořel 12. prosince.

- 2004 Kozel shořel 21. prosince, jen tři dny před Štědrým dnem. Na místo se rychle dostavili hasiči, ale kozla se už nepodařilo zachránit. Žádný nový již postaven nebyl.

- 2005 Kozel byla podpálen neznámými vandaly, údajně převlečenými za Santu Clause a Perníčka, kteří 3. prosince v 21:00 na kozla vystřelili hořící šíp. Rekonstrukce proběhla 5. prosince. Hon na žháře odpovědné za zapálení kozla byl uveden 8. prosince ve švédském živém vysílání na TV3 v programu "Nejvíce hledaní" ("Efterlyst")

- 2006 V noci 15. prosince v 3:00 se někdo pokusil podpálit kozla tím, že polil pravou přední nohu benzínem. Červená stuha na noze byla mírně spálená a spadla. Spodní část pravé nohy byla ožehlá, ale zbytek kozla se zapálit nepodařilo. Hned ráno byla noha opravena. Kozel sdružení "Naturvetenskapliga" byl spálen 20. prosince kolem 00:40, vandalové však nebyli viděni a utekli. V noci 25. prosince se opilému muži podařilo vylézt na kozla. Předtím než dorazila policie však muž slezl dolů a zmizel. Kozla se nepokoušel podpálit. Kozel sdružení "Söders Köpmän" přežil Silvestr a 2. ledna byl složen a uložen na tajném místě.

- 2007 Kozel sdružení "Naturvetenskapliga" byl 13. prosince převrhnut, na Štědrý den podpálen. Kozel sdružení "Söders Köpmän" přežil.

- 2008 10 000 lidí se ukázalo na slavnostní inauguraci jednoho z letošních kozlů. Kozel sdružení "Naturvetenskapliga" byl vandaly poškozen a později odstraněn. 26. prosince byl podniknut pokus podpálit kozla sdružení "Söders Köpmän", ale kolemjdoucím se podařilo oheň uhasit. Následující den však kozel i tak podlehl plamenům v 03:50.

- 2009 Neznámá osoba se v noci 7. prosince pokusila podpálit kozla sdružení "Söders Köpmän". Dalším neúspěšným pokusem o víkendu, dne 11. prosince bylo hození kozla sdružení "Naturvetenskapliga" do řeky. Viník se pak pokusil kozla opět podpálit, ale bez úspěchu. V noci 14. prosince někdo ukradl kozla sdružení "Naturvetenskapliga" použitím nákladního vozu. V noci 23. prosince před 4:00 byl kozel sdružení "Söders Köpmän" podpálen a shořel až k rámu, přestože na zádech měl silnou vrstvu sněhu. Kozel byl hlídán dvěma webovými kamerami, které však byly vyřazeny z provozu pomocí DDoS útoku vyvolaného počítačovými hackery těsně před útokem na kozla.

- 2010 V noci 2. prosince proběhl neúspěšný pokus žhářů podpálit kozla sdružení "Naturvetenskapliga". 17. prosince švédský zpravodajský server oznámil, že jednomu ze strážců pověřených ochranou kozla sdružení "Söders Köpmän" bylo nabídnuto zaplacení za to, pokud opustí svůj post, aby kozel mohl být ukraden prostřednictvím vrtulníku a transportován do Stockholmu. Oba kozlové letos přežili a na začátku ledna byli demontováni a uskladněni.

- 2011 Slavnostní inaugurace proběhla 27. listopadu. Tento rok hasiči postříkali kozla vodou, aby se na jeho povrchu vytvořila vrstva ledu a doufali, že ji tak ochrání před žhářstvím. Kozel však v ranních hodinách 2. prosince shořel.

- 2012 2. prosince nad ránem dva muži nalili benzin na nohy kozla, ale utekli poté, co byli viděni svědky a kozla nestihli podpálit. 12. prosince přibližně o půlnoci kozel shořel. Oheň vznikl v levé zadní noze.
- 2013 Kozel byl napuštěn nehořlavou látkou. Shořel 21. prosince.
- 2014 Kozel přežil.
- 2015 Kozel shořel 27. prosince. Pachatelem byl 26letý muž, který si zároveň popálil obličej. K činu se během výslechu přiznal a dodal, že byl v té době opilý a že to byl „extrémně špatný nápad“. V lednu 2018 byl odvolacím soudem odsouzen k podmíněnému trestu s pokutou 6 000 SEK a náhradou škody 80 000 SEK. Kozel sdružení "Naturvetenskapliga" také shořel.
- 2016 Kozel shořel pár hodin po inauguraci. Organizátoři prohlásili, že letos kozla znovu stavět nebudou. Pachatel byl dopaden a odsouzen k pokutě a k zaplacení škody 100 000 SEK. Důkazem bylo DNA odebrané z klobouku, který mu spadl při útěku. Kozel byl nahrazen kozlem sdružení "Naturvetenskapliga", kterého později srazilo auto.
- 2017 Nic se nestalo. Kolem kozla byl postaven dvojitý plot a byl střežen kamerami a ochrankou.
- 2018 Nic se nestalo. Kolem kozla byl postaven dvojitý plot a byl střežen kamerami a ochrankou a taxikáři. U kozla sdružení "Naturvetenskapliga" byly zaznamenány dva incidenty: blíže nespecifikované obtěžování a vniknutí přes plot od někoho, kdo tvrdil, že potřebuje použít toaletu.
- 2019 Nic se nestalo. Dvojitý plot, 24hodinový kamerový monitoring a dva strážci hlídkují na místě spolu s jednotkou K9. Dne 13. prosince byli volání hasiči s tím, že kozel hoří, ale ve skutečnosti šlo o miniaturní vánoční kozu, kterou někdo přinesl a zapálil na místě činu. Bylo to vůbec poprvé, co kozel přežil tři roky v řadě.
- 2020 Nic se nestalo. Kvůli pandemii covidu-19 byla inaugurace on-line. Nekonala se žádná tradiční oslava a bylo doporučeno, aby se lidé kolem kozla neshromažďovali, takže kozel přežil čtvrtý rok v řadě. Kozla bylo možné navíc sledovat na veřejné webkameře.
- 2021 Kozel shořel 17. prosince. Čtyřicetiletý muž byl zatčen a později odsouzen k šesti měsícům vězení a pokutě ve výši 109 000 SEK. Kozel sdružení "Naturvetenskapliga" také shořel.
- 2022 Kozel přežil.
- 2023 Kozel byl téměř zničen hejny kavek hledajících potravu, neboť sláma obsahovala nezvykle velké množství semen.
- 2024 Kozel přežil.